# The Lamb Lies Down on Broadway (brano musicale)
The Lamb Lies Down On Broadway è la traccia d'apertura dell'omonimo album dei Genesis. La canzone porta la firma di tutto il gruppo, anche se è stata scritta da Tony Banks, Peter Gabriel e Mike Rutherford. Contiene riferimenti al brano On Broadway lanciato dai Drifters nel 1963.

## Formazione
- Peter Gabriel: voce
- Steve Hackett: chitarra
- Mike Rutherford: basso elettrico
- Tony Banks: pianoforte e tastiere
- Phil Collins: percussioni, voce

## Testo
La storia narrata nell'album inizia a New York, per la precisione a Broadway, di mattina, e serve sostanzialmente ad introdurre l'ascoltatore nella storia. Rael, il portoricano protagonista dell'album, esce dalla metropolitana dove, con una bomboletta spray, ha lasciato la scritta R-A-E-L, l'unico modo che ha per potersi dare un'identità. Passeggiando, oltre a qualche passante, vede anche un agnello disteso sulla strada.
Il brano inizia con un veloce assolo di piano, che in crescendo introduce la strofa, caratterizzata da un'atmosfera movimentata e solenne. Attorno alla metà del secondo minuto, viene accennato un tema che verrà in ripresto in The Carpet Crawlers. Dopo questo intermezzo, viene ripresa la prima strofa. L'ultima parte è caratterizzata da cori che spariscono in dissolvenza per lasciare spazio a Fly on a Windshield.

## Esecuzioni dal vivo
Il brano è stato eseguito durante il tour del 1974-75, in cui è stato eseguito integralmente The Lamb. Negli anni successivi all'uscita di Gabriel dal gruppo, dal 1976 al 1984, è stato eseguito in medley con altri brani come The Musical Box. Nel 1992 una versione ridotta è stata proposta nell'Old Medley del 1992, compresa tra Dance on a Volcano e The Musical Box. Le ultime esecuzioni dal vivo risalgono al Calling All Stations Tour del 1998. Anche Peter Gabriel ha cantato il brano dal vivo durante i primi anni di carriera solista.